# Dean Cornwell
Dean Cornwell (5 de marzo de 1892 – 4 de diciembre de 1960) fue un ilustrador estadounidense y muralista. Sus pinturas al óleo eran frecuentemente presentadas en libros y revistas populares como ilustraciones literarias, anuncios, y carteles que promueven el esfuerzo de guerra. Durante la primera mitad del siglo XX tuvo una presencia dominante en el mundo de la ilustración norteamericana. En la cumbre de su popularidad llegó a ser apodado el "Decano de los Ilustradores".

## Antecedentes
Cornwell nació en Louisville, Kentucky. Su padre, Charles L. Cornwell, era un ingeniero civil cuyos dibujos de temas industriales fascinaban a Cornwell cuando era niño. Inició su carrera profesional como dibujante para el Louisville Herald. Pronto se mudó a Chicago, donde  estudió en el Instituto de Arte y trabajó para el Chicago Tribune. En 1915 se mudó a Rochelle, Nueva York, una colonia bien conocida de artistas, y estudió en la ciudad de Nueva York bajo la tutela de Harvey Dunn en la liga de estudiantes de arte de Nueva York. Finalmente viajó a Londres para estudiar muralismo y pintura como aprendiz de Frank Brangwyn.

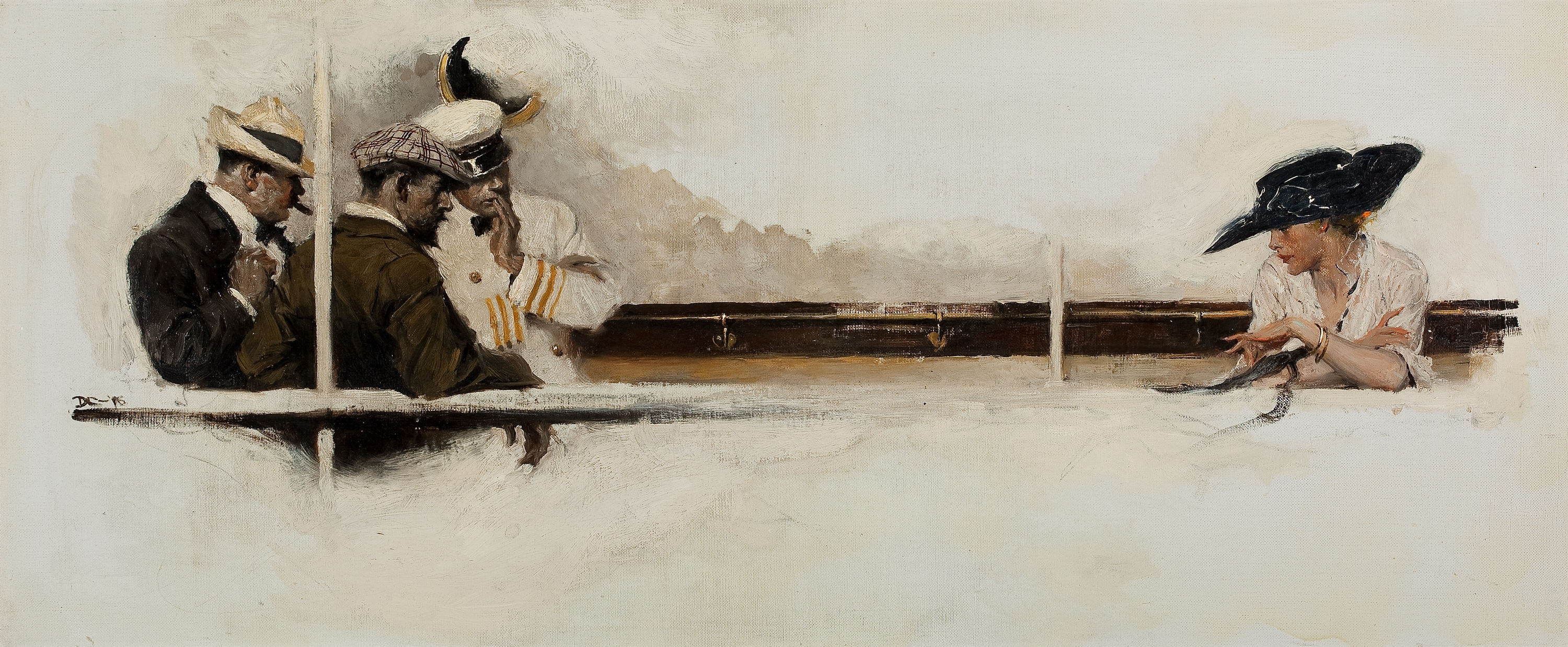
Some Necktie Lady (1916) óleo sobre lienzo 14.5 pulg. x 34 pulg

Cornwell  realizó trabajos para  las revistas Cosmopolitan, Harper's Bazaar, Redbook, y Good Housekeeping, ilustrando el trabajo de autores entre los que se incluyen Pearl S. Buck, Lloyd Douglas, Edna Ferber, Ernest Hemingway, W. Somerset Maugham, y Owen Wister. Pintó murales para la Biblioteca Pública de Los Ángeles, el Lincoln Memorial Shrine en Redlands, California, y el Edificio de Eastern Airlines (ahora, el N.º 10 de Rockefeller Plaza). También elaboró murales para el Proyecto de Arte Federal en dos oficinas de correos de Chapel Hill (Carolina del Norte) y de Morganton (Carolina del Norte), con otros trabajos similares en el Warwick Hotel de la ciudad de Nueva York, el edificio Nueva Inglaterra de la sede Telefónica en Boston, el Edificio del Tribunal del condado de Davidson y el Edificio de la Oficina Estatal en Sevier (Tennessee), y el Centro William Rappard en Ginebra, Suiza. Su mural para la Biblioteca Pública de Los Ángeles era un representación de la historia de California. En febrero de 1953, Cornwell  pintó una embarcación para la revista True Magazine, imagen que posteriormente se utilizó como sello postal de los EE. UU. formando parte de la serie USPS 2001 Ilustradores Americanos.
Cornwell enseñó y fue orador en la Liga de Alumnado del Arte en Nueva York. Sirvió como presidente de la Sociedad de Ilustradores de 1922 a 1926, y fue elegido como integrante de su Salón de la Fama en 1959. En 1934, fue elegido miembro de la Academia Nacional de Diseño como Académico Asociado, y se convirtió en Académico a tiempo completo en 1940. Fue Presidente de la Sociedad Nacional de Pintores Murales de 1953 a 1957.
Falleció en la Ciudad de Nueva York.

## Ejemplos de la Obra de Cornwell
|  |  |  |

|  |  |  |